# Allahabad (accantonamento)
L'accantonamento di Allahabad è una suddivisione dell'India, classificata come cantonment board, di 25.050 abitanti, situata nel distretto di Allahabad, nello stato federato dell'Uttar Pradesh. In base al numero di abitanti la città rientra nella classe III (da 20.000 a 49.999 persone).

## Geografia fisica
La città è situata a 25° 29' 21 N e 81° 51' 33 E.

## Società

### Evoluzione demografica
Al censimento del 2001 la popolazione dell'accantonamento di Allahabad assommava a 25.050 persone, delle quali 13.876 maschi e 11.174 femmine. I bambini di età inferiore o uguale ai sei anni assommavano a 2.419, dei quali 1.254 maschi e 1.165 femmine. Infine, coloro che erano in grado di saper almeno leggere e scrivere erano 16.968, dei quali 10.498 maschi e 6.470 femmine.